# Nematobrycon
Nematobrycon – rodzaj słodkowodnych ryb z rodziny kąsaczowatych (Characidae).

## Klasyfikacja
Gatunki zaliczane do tego rodzaju:
- Nematobrycon lacortei – błyszczyk tęczowy[3], tetra tęczowa[3]
- Nematobrycon palmeri – błyszczyk cesarski[4], tetra cesarska[5]

Gatunkiem typowym jest Nematobrycon palmeri.